# Peter Grünberg

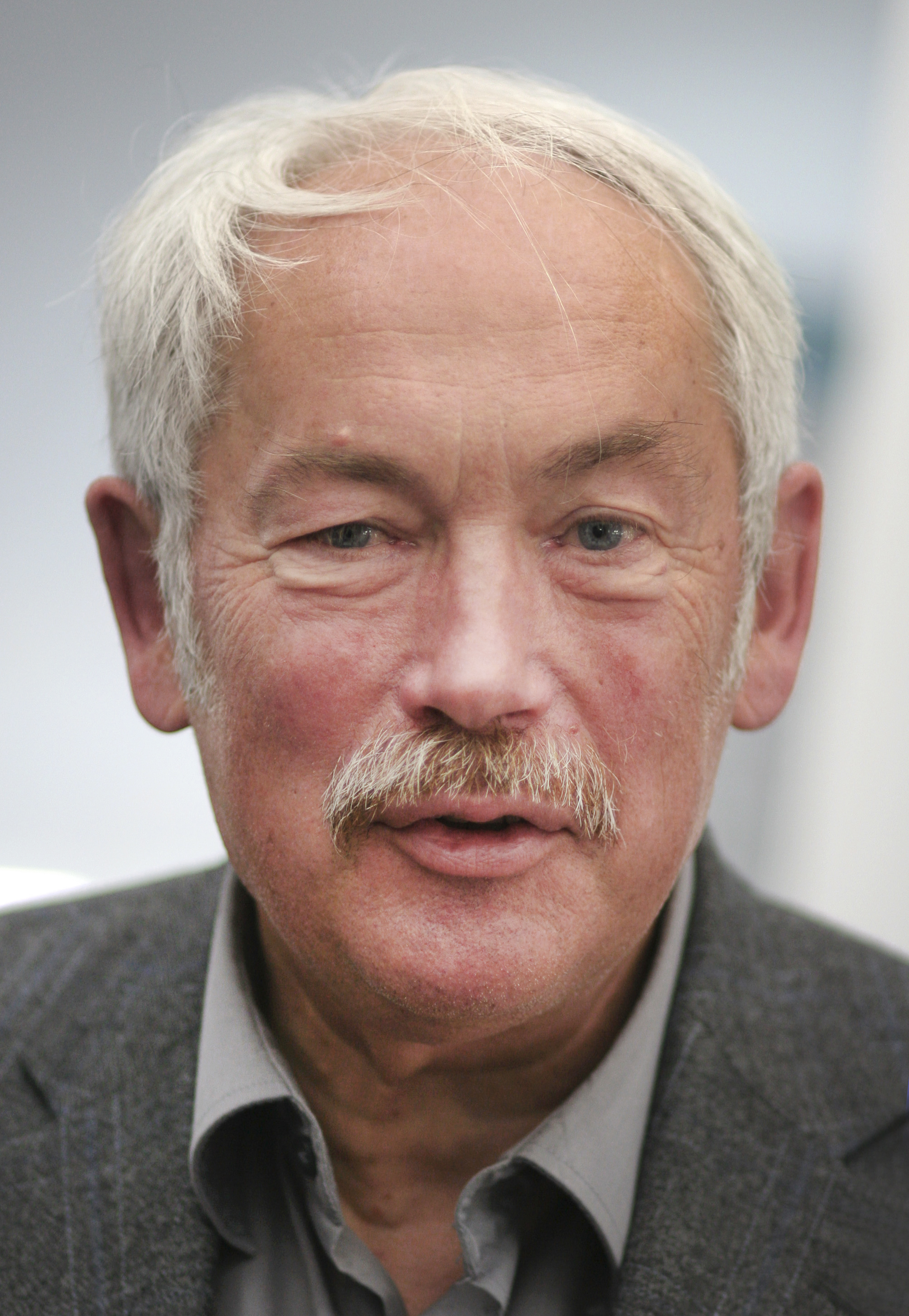
Peter Grünberg (2008)

Peter Andreas Grünberg (* 18. Mai 1939 in Pilsen; † 7. April 2018 in Jülich) war ein deutscher Physiker. Der Schwerpunkt seiner Forschungen lag auf dem Gebiet der Festkörperforschung. Seine bekannteste Entdeckung ist der GMR-Effekt. 2007 wurde ihm dafür der Nobelpreis für Physik zuerkannt.

## Leben
Grünberg wurde in Pilsen geboren und lebte mit einer 1937 geborenen Schwester zunächst in Dýšina, dann im Elternhaus von Mutter Anna geb. Petermann in Untersekerschan im Landkreis Mies. Sein Vater, der seit 1928 für Škoda arbeitende Ingenieur Theodor Grünberg, starb am 27. November 1945 als Pilsener Deutscher in tschechoslowakischer Haft und wurde in einem Massengrab beigesetzt.
Grünberg lebte mit seiner Mutter nach ihrer Vertreibung aus der Tschechoslowakei im Jahr 1946 im hessischen Frischborn bei Lauterbach. Dort legte er im Jahr 1959 am Alexander-von-Humboldt-Gymnasium in Lauterbach das Abitur ab. Ab 1962 studierte er an der Johann Wolfgang Goethe-Universität in Frankfurt am Main und an der Technischen Universität Darmstadt. Von 1966 bis 1969 war er dort Doktorand und wurde 1969 bei Stefan Hüfner mit der Arbeit „Spektroskopische Untersuchungen an einigen Selten-Erd-Granaten“ zum Dr. rer. nat. promoviert. Er verbrachte drei Jahre an der Carleton University in Ottawa, Kanada.
Seit 1972 war er Mitarbeiter des Forschungszentrums Jülich und habilitierte sich in Köln. Parallel war er ab 1984 als Privatdozent und ab 1992 als außerplanmäßiger Professor an der Universität Köln tätig.
Seit seiner Pensionierung im Jahr 2004 arbeitete Grünberg als Gast im Forschungszentrum Jülich im Institut für Festkörperforschung (IFF), das seit einer Restrukturierung 2011 Peter Grünberg Institut (PGI) heißt.
Ab 2007 war Grünberg ordentliches Mitglied der Sudetendeutsche Akademie der Wissenschaften und Künste, Naturwissenschaftliche Klasse, ab 2008 ordentliches Mitglied der Nordrhein-Westfälischen Akademie der Wissenschaften und der Künste.

## Wirken

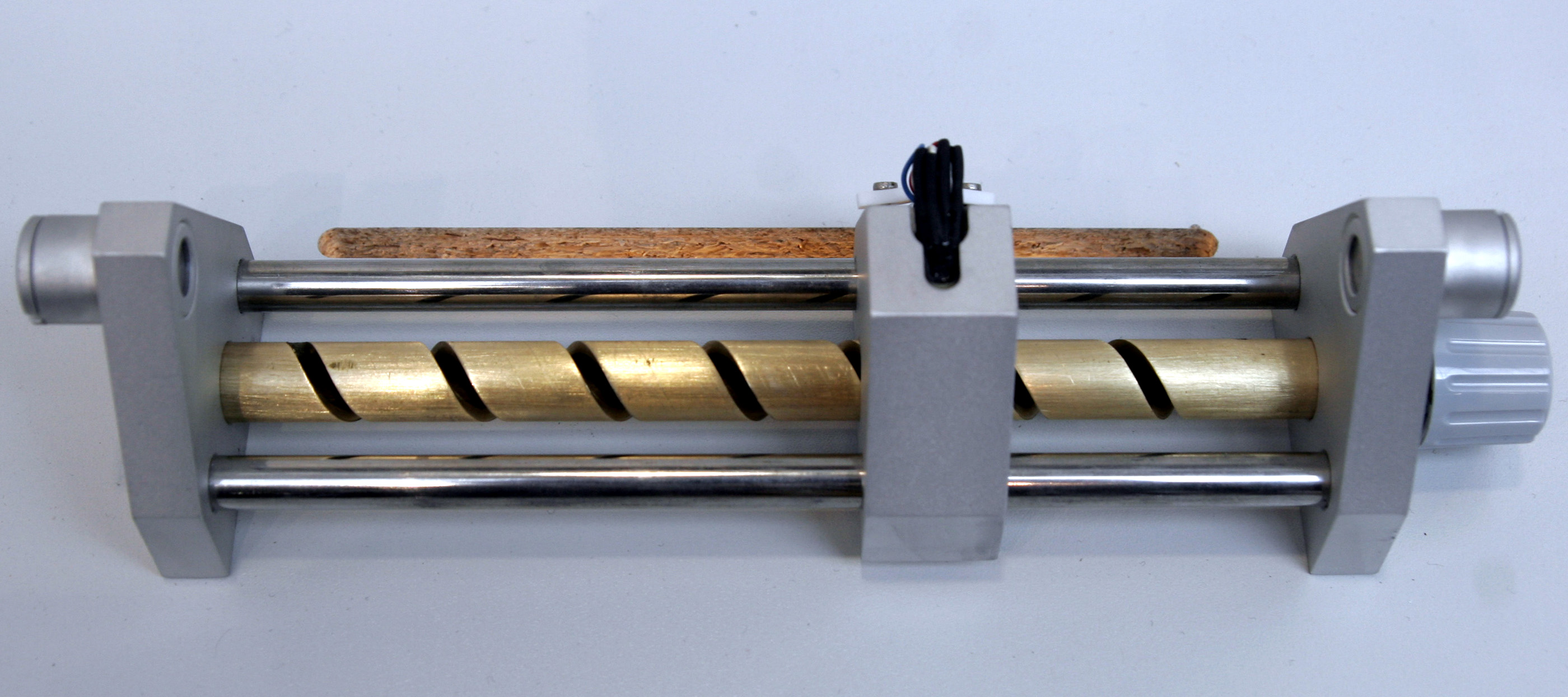
Replikat des ersten GMR-Sensors von Peter Grünberg

Grünberg erforschte als einer der ersten Wissenschaftler die magnetischen Eigenschaften „dünner Schichten“. Dieser als Spintronik bezeichnete Forschungszweig nutzt die Spin-Eigenschaften des Elektrons. So sollen in Zukunft neuartige, kleinere Schaltkreise ermöglicht werden.
1986 entdeckte Grünberg die Anti-Ferromagnetische Kopplung in Fe/Cr-Schichten.
Um die Jahreswende 1987/1988 entdeckte Grünberg – wie nahezu gleichzeitig auch Albert Fert – den GMR-Effekt, der es Ende der 1990er-Jahre ermöglichte, die Speicherkapazität von Festplatten zu steigern. Heutzutage basiert die Lesefunktion des Schreib-Lese-Kopfs bei fast jeder Festplatte auf dem GMR-Effekt. Die Lizenzgebühren aus den auf die Entdeckung angemeldeten Patenten flossen in zweistelliger Millionenhöhe an das Institut in Jülich.

## Ehrungen und Auszeichnungen
1994 wurde Grünberg mit dem James C. McGroddy Prize for New Materials (mit Albert Fert und Stuart Parkin) und dem IUPAP Magnetism Award and Néel Medal 
(mit Albert Fert) ausgezeichnet. Den Preis der IUPAP erhielt er mit Fert für ihre herausragenden wissenschaftlichen Beiträge und ihre Pionierarbeit auf dem Gebiet magnetischer Kopplung und Magnetwiderstand in künstlichen mehrschichtigen Strukturen (Laudatio). 1996 erhielt er den Technologie-Preis des „Vereins der Freunde und Förderer des Forschungszentrums Jülich“ und 1997 erhielt er mit Fert und Parkin den 
Hewlett-Packard Europhysics Prize. 1998 erhielt Grünberg den Deutschen Zukunftspreis durch den Bundespräsidenten Roman Herzog für seine Arbeit zum GMR-Effekt überreicht. 2002 erhielt er für das „Grünberg-Prinzip“ die Ehrendoktorwürde der Ruhr-Universität Bochum. 2003 wurde Grünberg Auswärtiges Wissenschaftliches Mitglied der Max-Planck-Gesellschaft und erhielt die Ritter-von-Gerstner-Medaille der Sudetendeutschen Landsmannschaft. 2006 wurde er zum „Europäischen Erfinder des Jahres“ in der Kategorie „Universität und Forschungseinrichtungen“ von der EU-Kommission und dem Europäischen Patentamt gekürt. Im Jahre 2007 wird ihm die Stern-Gerlach-Medaille der DPG und in Israel in der Knesset der Wolf-Preis verliehen. Ebenfalls 2007 wurde ihm gemeinsam mit Fert und Parkin die Ehrendoktorwürde der RWTH Aachen verliehen.
In Anwesenheit des japanischen Kaiserpaares erhielt Grünberg am 19. April 2007 im Nationaltheater von Tokio den international hoch renommierten Japan-Preis, zusammen mit Albert Fert von der Université Paris-Sud. Die beiden Festkörperphysiker wurden damit für die Entdeckung des Riesenmagnetwiderstands (GMR-Effekt) geehrt. Der Preis in der Kategorie „Innovationen durch Grundlagenforschung“ ist mit ungefähr 350.000 Euro dotiert. Im Jahre 2007 erhielt er zusammen mit Albert Fert für die – voneinander unabhängige – Entdeckung des GMR-Effekts den Nobelpreis für Physik.

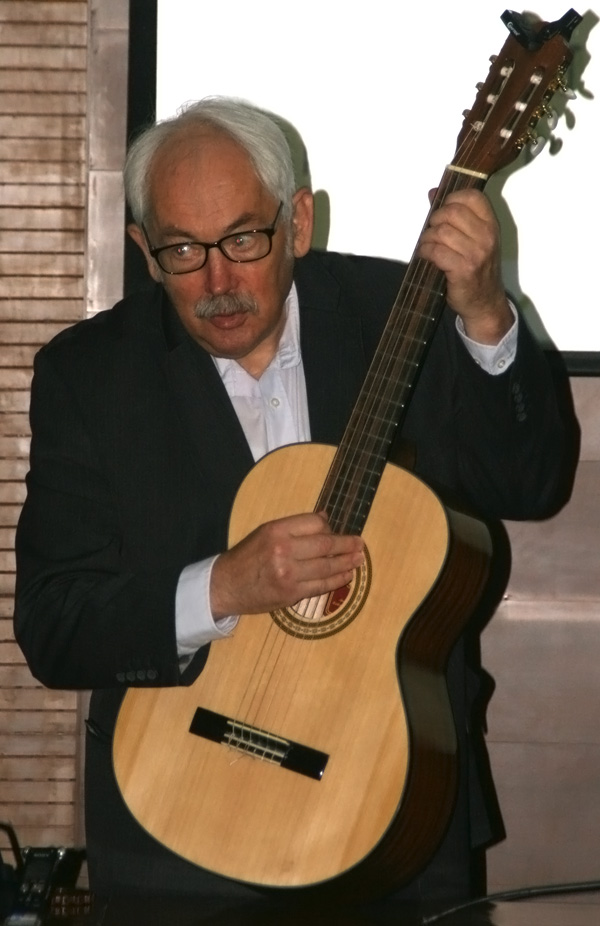
Peter Grünberg als Musiker

Am 8. April 2008 erhielt Grünberg zusammen mit Gerhard Ertl von Bundespräsident Horst Köhler das Große Verdienstkreuz mit Stern des Verdienstordens der Bundesrepublik Deutschland. Die Universität zu Köln ehrte Grünberg am 15. April 2008 mit der Universitätsmedaille und verlieh ihm an diesem Tag die Ehrendoktorwürde der Mathematisch-Naturwissenschaftlichen Fakultät. Am 24. April 2008 wurde Peter Grünberg die Ehrendoktorwürde (Dr. rer. nat. h. c.) der Universität des Saarlandes verliehen. Am 25. April 2008 wurden ihm die Ehrenbürgerrechte von Jülich verliehen. Am 18. August 2008 erhielt er die Ehrenbürgerrechte von Lauterbach. Am 20. August 2008 erhielt er den Verdienstorden des Landes Nordrhein-Westfalen. Die Goethe-Universität benannte am 15. Oktober 2008 einen Platz nach ihm.
Am 1. Januar 2011 richtete das Forschungszentrum Jülich das Peter Grünberg Institut (PGI) ein, hervorgegangen aus Teilen der vormaligen Institute für Festkörperforschung und für Bio- und Nanosysteme. Am 15. März 2011 wurde ihm die Ehrenmitgliedschaft der Deutschen Physikalischen Gesellschaft, einhergehend mit der goldenen Ehrennadel, verliehen.

## Schriften (Auswahl)
- Kopplung macht den Widerstand. In: Physik Journal. Band 6, Nr. 8/9, 2007, S. 33–39 (pro-physik.de [abgerufen am 10. April 2018]).
- The magneto-optical effect of Cr(001) wedged ultrathin films grown on Fe(001). In: Journal of Magnetism and Magnetic Materials. Band 165, Nr. 1–3, 1997, ISSN 0304-8853, S. 134–136, doi:10.1016/S0304-8853(96)00488-X.
- Long-range exchange interactions in epitaxial layered magnetic structures. In: Physica B: Condensed Matter. Band 221, Nr. 1–4, 1996, S. 357–365, doi:10.1016/0921-4526(95)00949-3.
- Short- and long period oscillations in the exchange coupling of Fe across epitaxially grown Al- and Au-interlayers. In: Journal of Magnetism and Magnetic Materials. Band 103, Nr. 3, 1992, ISSN 0304-8853, S. L221–L227, doi:10.1016/0304-8853(92)90192-Q.
- Enhanced magnetoresistance in layered magnetic structures with antiferromagnetic interlayer exchange. In: Physical Review B. Band 39, Nr. 7, 1989, S. 4828–4830, doi:10.1103/PhysRevB.39.4828.
- Spin waves in exchange-coupled epitaxial double-layers. In: Journal of Magnetism and Magnetic Materials. Band 82, Nr. 2–3, 1989, ISSN 0304-8853, S. 186–198, doi:10.1016/0304-8853(89)90153-4.
- Layered Magnetic Structures: Evidence for Antiferromagnetic Coupling of Fe Layers across Cr Interlayers. In: Physical Review Letters. Band 57, Nr. 19, 1986, S. 2442–2445, doi:10.1103/PhysRevLett.57.2442.

## Patente
- Patent  DE3820475: Magnetfeldsensor mit ferromagnetischer, dünner Schicht. Veröffentlicht am 21. Dezember 1989.‌